# سلطعونيات الجسم
سلطعونيات الجسم (الاسم العلمي: Carcinosomatidae)، (الاسم المشتق من جنس النمطي سلطعوني الجسم "Carcinosoma"، والذي يعني "جسم السلطعون")هي فصيلة من عرضيات الأجنحة، وهي مجموعة منقرضة من مفصليات الأرجل المائية. وهي تتبع الفصيلة العليا سلطعوناوات الجسم، والتي سميت أيضًا باسم سلطعوني الجسم. عُثر على مستحثات سلطعونيات الجسم في أمريكا الشمالية وأوروبا وآسيا، ومن المحتمل أن تكون الفصيلة قد حققت انتشارًا عالميًا، وكانت تعيش في أواخر العصر الأوردوفيشي إلى العصر الديفوني المبكر. كانت من بين أكثر أنواع عرضيات الأجنحة البحرية، والمعروفة بالكامل تقريبًا من البيئات البحرية.